# Saline Island
Saline Island ist eine zu Grenada gehörende unbewohnte Insel der Kleinen Antillen in der Karibik zwischen Grenada und dem nördlich gelegenen St. Vincent.

## Geographie
Die Insel gehört zur Inselgruppe von Carriacou und liegt unmittelbar zwischen White Island und den Cassada Rocks. Ein Kanal von ca. 800 m Breite trennt die Insel von Frigate Island im Süden. Die Insel war wohl früher durch eine tiefe Bucht geprägt, die sich von Norden in die Küstenlinie hineinzog. Die Bucht ist aber mittlerweile verlandet. Der Südosten der Insel steigt an bis auf über 20 m.